# Лёгкие крейсера типа «Тэнрю»
Лёгкие крейсера типа «Тэнрю» (яп. 天龍型軽巡洋艦 Тэнрюгата кэйдзюнъёкан) — тип боевых кораблей японского императорского флота. Официально классифицировались как крейсера 2-го класса, позже как лёгкие крейсера, фактически по назначению и конструкции являясь большими лидерами.
В 1917−1919 годах на верфях Сасэбо и Йокосуки было построено два корабля («Тэнрю» и «Тацута»). Оба они находились в составе флота всё межвоенное время, активно участвовали во Второй мировой войне, в ходе которой погибли от атак американских подводных лодок.

## Проектирование и строительство

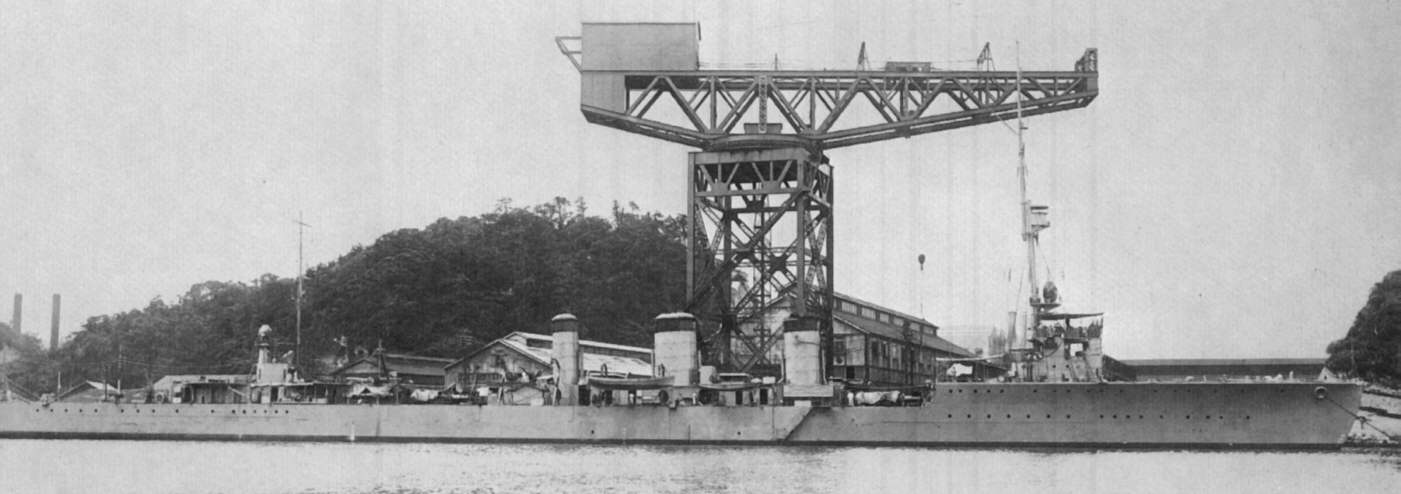
«Тэнрю» в процессе достройки на плаву

10 сентября 1915 года японский морской министр Томосабуро Като представил на заседании кабинета министров обновлённый вариант судостроительной программы «8+4». Её первый этап, утверждённый на заседании парламента 24 февраля 1916 года, включал в себя строительство 1 линкора («Нагато»), 2 крейсеров 2-го ранга, 1 эсминца («Таникадзэ»), 3 подводных лодок (№ 14, № 19 и № 20) и танкера («Суносаки»). На строительство крейсеров в 1916-м финансовом году выделили 9,1 млн иен, а 13 мая 1916 года присвоили им названия «Тэнрю» (天龍) и «Тацута» (龍田), по именам рек Тэнрю и Тацута, протекающих в префектурах Нагано, Сидзуока и Нара соответственно. Ранее эти имена уже присваивались корвету «Тэнрю» и безбронному крейсеру «Тацута».
Корабли предполагалось использовать в качестве лидеров планирующихся 1-й и 2-й флотилий эсминцев. Основным ориентиром при проектировании служили британские лёгкие крейсера типов «Аретьюза» и «C».
Строительство обоих единиц велось на государственных верфях в Йокосуке и Сасэбо в 1917−1919 годах. Из-за аварии во время ходовых испытаний заложенный раньше «Тэнрю» вступил в строй на полгода позже, чем «Тацута».
От запланированных по программе «8+4» ещё 6 однотипных единиц и 3 7200-тонных эскадренных разведчиков летом 1917 года отказались в пользу 8 5500-тонных крейсеров.

## Описание конструкции

### Корпус и компоновка

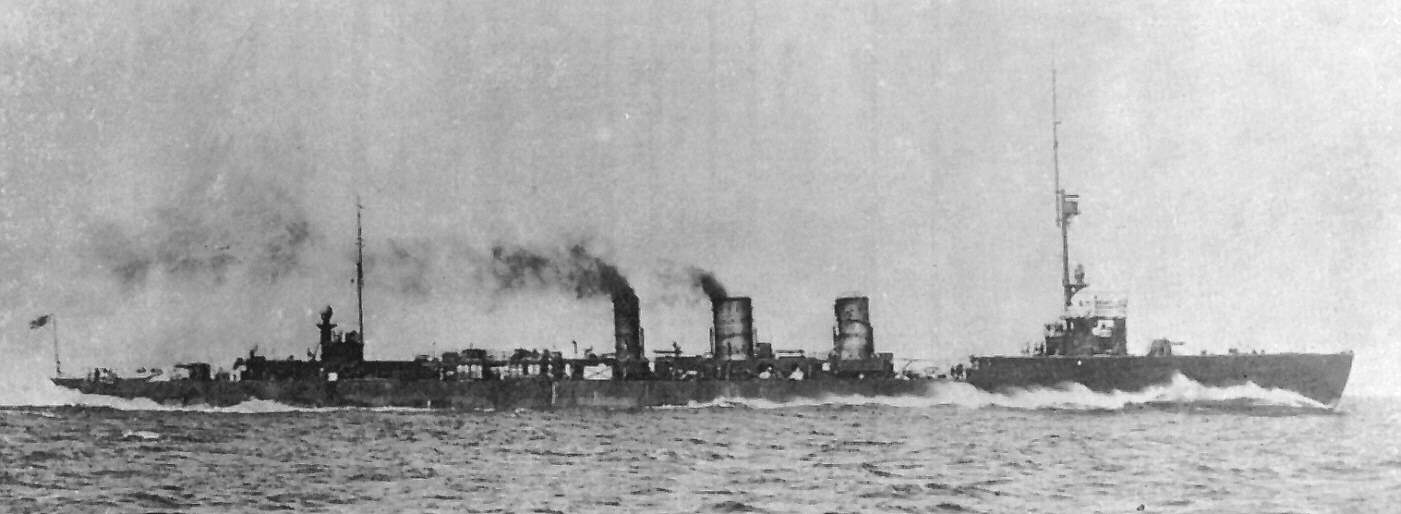
«Тэнрю» на ходовых испытаниях

Длинный и узкий корпус крейсеров размеров 142,65×13,35 метров делился 14 переборками на 15 водонепроницаемых отсеков. Форштевень имел характерную скруглённую форму, ранее использованную на эсминцах типа «Исокадзэ»—её применение было обосновано необходимостью безопасного прохода через японские минные поля, состоящих из соединённых тросами двухкорпусных мин. Полубак для крейсера был необычно коротким, а надстройки и мачты—просты по конструкции. Носовая надстройка имела лишь три яруса: на первом располагалась радиостанция и походные каюты, на втором боевая, оперативная и штурманская рубки, на третьем ходовой мостик и дальномер. В надстройках вокруг дымовых труб на верхней палубе размещались воздухозаборники вентиляторов, камбузы, мастерские, санитарные помещения и кладовые. В кормовой надстройке располагался резервный центр управления кораблём и вторая радиостанция. Шесть спасательных шлюпок (два сампана, два гребных катера и два моторных) располагались на верхней палубе в центральной части корпуса.
В целом архитектурно крейсера были очень похожи на увеличенные эсминцы типа «Кавакадзэ», внешне различаясь только иной конструкцией кормовой надстройки и более крупными щитами орудий.

### Броневая защита
Крейсера проектировались, исходя из необходимости выдерживать попадания 102-мм снарядов американских эсминцев. Основной броневой пояс прикрывал силовую установку и состоял из двух полос: нижней длиной 56,5 м, шириной 2,82 м и толщиной 63 мм (38 и 25,4-мм плиты из стали высокого напряжения) и верхней длиной 58,6 м, шириной 1,45 м и толщиной 51 мм (две 25,4-мм плиты). В верхней части он стыковался с 25,4-мм броневой палубой, в оконечностях утончающейся до 22 мм, а под надстройками—до 6,35 мм. Боевая рубка имела 51-мм круговое бронирование и броневую крышу толщиной 25,4 мм. Такие важные узлы, как рулевое отделение, погреба боеприпасов и подъёмники снарядов бронёй никак не прикрывались.

### Силовая установка
На крейсерах устанавливались три турбозубчатых агрегата конструкции Брауна-Кёртисса мощностью 17000 лошадиных сил (12,5 МВт) каждый, изготавливавшиеся на тех же предприятиях, что и сами корабли (кроме ТЗА центрального вала «Тацуты», произведённого заводом «Кавасаки» в Кобэ). Они размещались в двух машинных отделениях: два в носовом, приводящие в действие внешние валы с гребными винтами, и один в центральном, работающий на центральный вал. Паром их обеспечивали десять водотрубных паровых котлов «Кампон Ро-Го», располагавшиеся в трёх котельных отделениях: в носовом два малых смешанного отопления, в среднем два малых смешанного и два больших нефтяного, в кормовом четыре больших нефтяного, дымоходы от них выводились в три дымовые трубы. Рабочее давление пара — 18,3 кг/см² при температуре 156°С.
Запас топлива (920 тонн мазута и 150 тонн угля) позволял пройти крейсерам 5000 морских миль 14-узловым экономичным ходом.
Для питания корабельной электросети (напряжение-110 В) использовались два дизель-генератора мощностью 66 и 44 КВт, расположенные в машинном отделении.

### Вооружение
Главным калибром крейсеров типа «Тэнрю» были 4 одиночные щитовые установки 140-мм/50 Тип 3 Модель А, одна пара которых располагалась спереди и сзади носовой надстройки, а другая—на кормовой надстройке, спереди и сзади кормового мостика. Это орудие было разработано перед Первой мировой войной для замены орудия 152-мм/50 Тип 41, принято на вооружение в 1914 году. Устанавливавшиеся на «Тэнрю» установки имели наибольший угол подъёма ствола в 20°, дающий максимальную дальность стрельбы в 15800 метров. Подача 38-кг снарядов (на момент вступления в строй использовались бронебойный и учебный) и 11-кг зарядов из погребов до верхней палубы осуществлялась двумя цепными подъёмниками, а оттуда до орудий вручную на рельсовых подъёмниках.
Для управления огнём главного калибра использовались директор Тип 13 на фок-мачте и два дальномера на носовом и кормовом мостиках, каждый с 2,5-метровой базой.
ПВО корабля обеспечивали расположенное за кормовой надстройкой зенитное орудие 76,2-мм/40 Тип 3 (максимальный угол возвышения-75°) и два 6,5-мм пулемёта Тип 3, находившиеся между второй и третьей дымовыми трубами. На мостике также размещались 47-мм сигнальные пушки конструкции Ямаути .
На верхней палубе располагались два строенных торпедных аппарата Тип 6. Запускаемые из него 533-мм парогазовые торпеды Тип 6 были приняты на вооружение в 1917 году. При длине в 6,84 м и стартовой массе в 1,43 тонн они несли 203 кг тринитрофенола и могли пройти 7 км 35-узловым ходом или 15,5 км 26-узловым.
Крейсера могли брать на борт до 48 мин, для их установки на корме имелись пара минных рельс.

### Экипаж и условия обитаемости
Штатно экипаж каждого из крейсеров состоял из 33 офицеров и 304 унтер-офицеров и матросов. Кроме того, де-факто всегда на них размещались штабные офицеры флотилии эсминцев.
Офицерские каюты площадью 239,39 м² и объёмом 440,9 м³ (6,69 м² и 12,3 м³ на человека) располагались в кормовой части корабля на нижней палубе. Явным минусом этого стандартного для того времени решения был высокий уровень шума от расположенных по соседству турбин и необходимость офицерам проходить большую часть длины корабля до своих боевых постов.
Кубрики нижних чинов площадью 420,7 м² и объёмом 930,7 м³ (1,38 м² и 3,06 м³ на человека) находились в носовой части корабля на нижней и верхней палубой под полубаком, перед угольными бункерами.
В обоих случаях освещение и вентиляция были естественными.

## Использованная литература и источники
1. 1 2  Лакруа и Уэллс, 1997, с. 11.
2. 1 2  Лакруа и Уэллс, 1997, с. 17.
3. ↑  Лакруа и Уэллс, 1997, с. 17-18.
4. ↑  Лакруа и Уэллс, 1997, с. 18.
5. 1 2  Лакруа и Уэллс, 1997, с. 21.
6. ↑  Лакруа и Уэллс, 1997, с. 14.
7. 1 2  Лакруа и Уэллс, 1997, с. 19.
8. ↑  Лакруа и Уэллс, 1997, с. 20.
9. ↑  Лакруа и Уэллс, 1997, с. 23.
10. ↑  Лакруа и Уэллс, 1997, с. 24.
11. 1 2  Лакруа и Уэллс, 1997, с. 25.
12. 1 2 3 4  Лакруа и Уэллс, 1997, с. 26.
13. 1 2 3 4  Лакруа и Уэллс, 1997, с. 27.